# Tentativa de golpe de Estado no Burundi em 2015
Uma tentativa de golpe de Estado foi perpetrada no Burundi em 13 de maio de 2015, liderada pelo general Godefroid Niyombare. É uma continuidade das contestações iniciadas em 26 de abril de 2015, após o anúncio da candidatura do presidente Pierre Nkurunziza para um terceiro mandato, considerado como inconstitucional por parte da população. A Constituição do Burundi de fato indica que o mandato presidencial é renovável apenas uma vez. Esta é a quinta tentativa de golpe de Estado no Burundi desde 1966.

## Desenvolvimento
O General Godefroid Niyombare, ex-chefe de inteligência de seu país, e parte da população, depois de recomendarem ao presidente para que não concorresse a um terceiro mandato, se aproveitaram da ausência deste último, que partiu para uma cúpula  na Tanzânia dedicada a crise que decorria há três semanas no Burundi, para informar pela rádio que o presidente foi destituído de suas funções; ele solicitou as forças policiais e a população para que bloqueassem o aeroporto da capital e fechassem as fronteiras. Portanto, intensos combates eclodiram na capital Bujumbura entre partidários e golpistas.
Nkurunziza rapidamente tentou retornar ao Burundi, porém estava aparentemente incapaz de fazê-lo porque os soldados rebeldes haviam tomado o controle do aeroporto de Bujumbura. No entanto, o chefe das forças armadas, Prime Niyongabo, disse à rádio estatal durante a noite de 13-14 de Maio, que a tentativa de golpe havia sido derrotada, e pediu aos militares rebeldes para se renderem. Forças leais permaneceram no controle da rádio estatal e do palácio presidencial.  Pouco tempo depois, "intensos combates" foram relatados em torno da rádio estatal, uma vez que foi atacada por soldados rebeldes. 
O gabinete de Nkurunziza anunciou o regresso bem sucedido do presidente do Burundi em 14 de maio, uma vez que o exército e a polícia leais a Nkurunziza recuperaram o controle de grande parte de Bujumbura. Em 15 de maio, o governo afirmou que prendeu Niyombare e dois outros líderes do golpe e iria acusá-los de motim. 

## Consequências
Logo após o anúncio do fracasso da tentativa de golpe, as manifestações foram retomadas, ainda protestando contra a terceira candidatura do presidente, enquanto este falava no mesmo dia.
Este evento, seguindo dos protestos iniciados há três semanas, teria causado a fuga de cerca de 105 mil burundineses; 70.000 estariam na Tanzânia, 26.300 em Ruanda e 9000 em Kivu do Sul, República Democrática do Congo.